# Lakis Petropoulos
Vassilis "Lakis" Petropoulos (Grieks: Βασίλειος "Λάκης" Πετρόπουλος) (29 augustus 1932 -  30 juni 1996) was een Griekse middenvelder bij Panathinaikos in de jaren 50 en werd later een succestrainer.
Hij speelde gedurende zijn spelerscarrière drie keer voor de Griekse nationale ploeg.
Na zijn voetbalcarrière behaalde hij grote successen als trainer:
- Trainer nationaal elftal van Griekenland 1964-1965, 1967, 1969-1971, 1976-1977
- Panathinaikos 1968-1969, 1979-1980
- Olympiakos 1971, 1973-1975
- Cercle Brugge 1978

Als coach werd hij 5 keer landskampioen van Griekenland.